# Manonychus birabeni
Manonychus birabeni är en skalbaggsart som beskrevs av Martinez 1959. Manonychus birabeni ingår i släktet Manonychus och familjen Melolonthidae. Inga underarter finns listade i Catalogue of Life.